# Heaven Can Wait (песня Майкла Джексона)
«Heaven Can Wait» (с англ. — «Рай может подождать») — песня американского автора-исполнителя Майкла Джексона, вошедшая в его десятый студийный альбом Invincible (2001). Изначально предназначалась для пластинки Finally (1999) группы Blackstreet. Написана Джексоном совместно с Тедди Райли, Андрео Хердом, Нейтом Смитом, Тероном Билом, Эритцей Лауэс и Кенни Квиллером. Текст композиции посвящён нежеланию умирать.

## История создания
Песня «Heaven Can Wait» первоначально была предназначена для альбома Finally группы Blackstreet, вышедшего в 1999 году. Тедди Райли, один из участников коллектива и продюсер Dangerous, показал раннюю демо-версию трека Майклу Джексону, и они вместе занялись работой над ним. Совместно они записали струнные инструменты. «Когда я стал работать с ним над этой песней, он взялся за сердце и спросил: „Тедди, это мне?“, — вспоминал Райли. — Я сказал ему: „Конечно, она твоя, если хочешь, Майкл“. Он говорит: „Хочу, давай возьмём её!“. С таким волнением... Он сказал: „Я хочу эту песню. В моей жизни должна быть такая песня, она нужна мне“». Джексон модифицировал структуру, звучание и текст композиции.
В написании песни принимали участие Тедди Райли, Андрео Херд, Нейт Смит, Терон Бил, Эритца Лауэс и Кенни Квиллер. Она вошла в десятый и последний прижизненный студийный альбом Джексона Invincible, релиз которого состоялся в 2001 году. В дальнейшем песню включили в восьмитрековый «эпический» промо-CD, выпущенный Sony Music и содержащий записи нескольких других исполнителей. Релиз в качестве отдельного сингла так и не состоялся. Не случился и выпуск на американском радио. Но, несмотря на это, многие R&B-радиостанции всё равно приняли трек в ротацию. В результате песня 16 недель продержалась в чарте Billboard Hot R&B/Hip-Hop Songs, достигнув наивысшей 72-й позиции 27 апреля 2002 года.
Райли заявлял о желании выпустить новую версию трека в 2006, 2009 и 2010 годах, однако планы так и не реализовались.

## Особенности композиции
«Heaven Can Wait» исполняется в тональности ля-бемоль мажор и темпе 120 bpm. Диапазон голоса Джексона составляет от A♭4 до B5. Содержит бэк-вокалы Dr. Freeze и Que.
Писатель и критик Джозеф Вогель в своей книге «Человек в музыке. Творческая жизнь Майкла Джексона» утверждал, что благодаря «сжатым текстурированным гармониям» и классическому R&B-звучанию песня напоминает репертуар Bee Gees. Он отмечал, что ритм-треки Invincible передают «механический минимализм», в то время как ощущения «Heaven Can Wait» тёплые и богатые.
Текст песни посвящён желанию ускользнуть от смерти. Джексон поёт, что наконец нашёл любовь и счастье, но теперь боится всё это потерять: «Я скажу ангелам „нет“, не хочу оставлять свою детку одну» («Tell the angels no, I don't want to leave my baby alone»). Вогель заметил, что такой страх согласуется с более ранними работами певца, однако другие его треки передавали ощущение замкнутости («Leave Me Alone» — «оставь меня в покое», «Billie Jean»: «Билли Джин — не моя любовница»), а здесь Джексон говорит от имени собирательного «мы»: в финале песни он восклицает: «Пожалуйста, оставьте нас в покое» («Please leave us alone»). Тем не менее потом он всё же возвращается к фразе «оставьте меня в покое» («Please leave me alone»). Исполнитель выражает не столько страх смерти, сколько боязнь разлуки и одиночества, передавая свою душевную боль и вымаливая у судьбы немного времени для того, чтобы «любить и быть любимым».

## Отзывы критиков и наследие
Песня получила смешанные отзывы музыкальных критиков. Марк Энтони Нил из SeeingBlack похвалил песню: «[«Heaven Can Wait»] содержит, пожалуй, одно из лучших вокальных исполнений Джексона со времён „The Lady in My Life“ из альбома Thriller». Издание The Urban Daily назвало композицию одной из нескольких песен, которые сохранили Invincible «простым и плавным [и] которые выделяются больше всего». Рецензент сайта Albumism Энди Хили противопоставил «Heaven Can Wait» более неудачному по его мнению треку с пластинки «2000 Watts», в написании которого тоже принимал участие Райли. Роберт Хилбёрн из Los Angeles Times заявил, что песня была «рассказом о том, как он [Джексон] прогнал ангела, который пришёл, чтобы забрать его на небеса, потому что он хочет остаться со своей любимой, и, похоже, рассчитана на низшую аудиторию поклонников 'N Sync — непростая задача для 43-летнего мужчины». New Musical Express дал неоднозначную оценку треку: «Примерно в этот момент вы понимаете, что Джексон больше не первопроходец — это была бы хорошая баллада для Ашера. В ней есть классическая любовная лирика „если мне придётся умереть этим вечером“ и звучные аккорды, но в целом это не так уж много». Журналистка PopMatters Никки Трантер назвала «You Are My Life» и «Heaven Can Wait» чрезмерно сентиментальными.
В 2020-х годах песня приобрела популярность на платформе коротких видео TikTok, что привело к росту числа её прослушиваний на других площадках, в том числе на музыкальном стриминговом сервисе Spotify и видеохостинге YouTube. Райли объяснил такой всплеск искренней и явной эмоциональностью композиции.

## Участники записи
- Майкл Джексон — автор песни, продюсирование, вокал, бэк-вокал
- Тедди Райли — автор песни, продюсирование, звукозапись, цифровой монтаж, микширование
- Андрео Херд — автор песни, дополнительное продюсирование
- Нейт Смит — автор песни, дополнительное продюсирование
- Терон Бил — автор песни
- Эритца Лауэс — автор песни
- Кенни Квиллер — автор песни
- Брюс Свиден[англ.] — звукозапись, микширование
- Джордж Майерс — звукозапись, цифровой монтаж, микширование
- Джереми Лаббок[англ.] — аранжировка оркестра, дирижирование
- Dr. Freeze — дополнительный бэк-вокал
- Que — дополнительный бэк-вокал

## Чарты
| Чарт (2002)                           | Высшая позиция |
| ------------------------------------- | -------------- |
| США (Billboard Hot R&B/Hip-Hop Songs) | 72             |